# Zhao Ruirui
Zhao Ruirui (chiń. 赵蕊蕊; pinyin Zhào Ruǐruǐ; ur. 8 października 1981 roku w Nankinie) – chińska siatkarka, reprezentantka kraju. Gra na pozycji środkowej bloku. W 2004 roku zdobyła złoty medal Igrzysk Olimpijskich z Aten. W 2008 roku w Pekinie zdobyła brązowy medal olimpijski.
Sukcesy:
- 2001, 2002 – Mistrzostwo Azji
- 2001, 2003 – Zwycięstwo w Grand Prix
- 2003 – Puchar Świata
- 2004 – Złoty medal Igrzysk Olimpijskich
- 2008 – brązowy medal olimpijski

## Nagrody indywidualne
- 2003 – najlepsza atakująca Pucharu Świata